# Powermad
Powermad – zespół grający thrash i power metal. Powstał w 1984 roku w Minneapolis w Minnesocie, grając w składzie: Joel DuBay (wokal, gitary), Jeff Litke (bas), Todd Haug (gitary), Adrian Liberty (perkusja).
Po nagraniu dwóch demówek ("Powermad", 1987, Combat Records i "The Madness Begins...", 1988, Reprise Records) zespół wydał pełną, jedyną w swojej historii płytę "Absolute Power", (1989, Reprise Records). Ciepło przyjęta trasa koncertowa grupy zakończyła się jednak jej rozpadem. W muzyce zespołu można się doszukać śladów dokonań takich wykonawców jak Metallica, Iron Maiden czy Testament. 
Najbardziej znany utwór Powermad - "Slaughterhouse" - usłyszeć można w filmie "Dzikość serca" Davida Lyncha. Wykorzystano go również jako dżingiel "MTV At The Movies". 

## Dyskografia
- Powermad EP (1987)
- The Madness Begins... EP (1988)
- Absolute Power (1989)